# Hájek (Vodice)
Hájek (německy Hajek) je malá vesnice, část obce Vodice v okrese Tábor v Jihočeském kraji. Nachází se asi 1,5 kilometru jihozápadně od Vodice. Je zde evidováno 22 adres. V roce 2011 zde trvale žilo jedenáct obyvatel. Západně a severně od osady protéká řeka Trnava, která je levostranným přítokem řeky Želivky.
Hájek leží v katastrálním území Vodice u Tábora o výměře 3,79 km².

## Historie
První písemná zmínka o vesnici pochází z roku 1842.

## Obyvatelstvo
| Rok            | 1869 | 1880 | 1890 | 1900 | 1910 | 1921 | 1930 | 1950 | 1961 | 1970 | 1980 | 1991 | 2001 | 2011 | 2021 |
| -------------- | ---- | ---- | ---- | ---- | ---- | ---- | ---- | ---- | ---- | ---- | ---- | ---- | ---- | ---- | ---- |
| Počet obyvatel | 152  | 129  | 134  | 130  | 120  | 118  | 92   | 57   | 59   | 40   | 28   | 13   | 5    | 11   | 18   |
| Počet domů     | 21   | 22   | 21   | 20   | 20   | 20   | 19   | 18   | 18   | 15   | 11   | 17   | 17   | 17   | 13   |

## Galerie

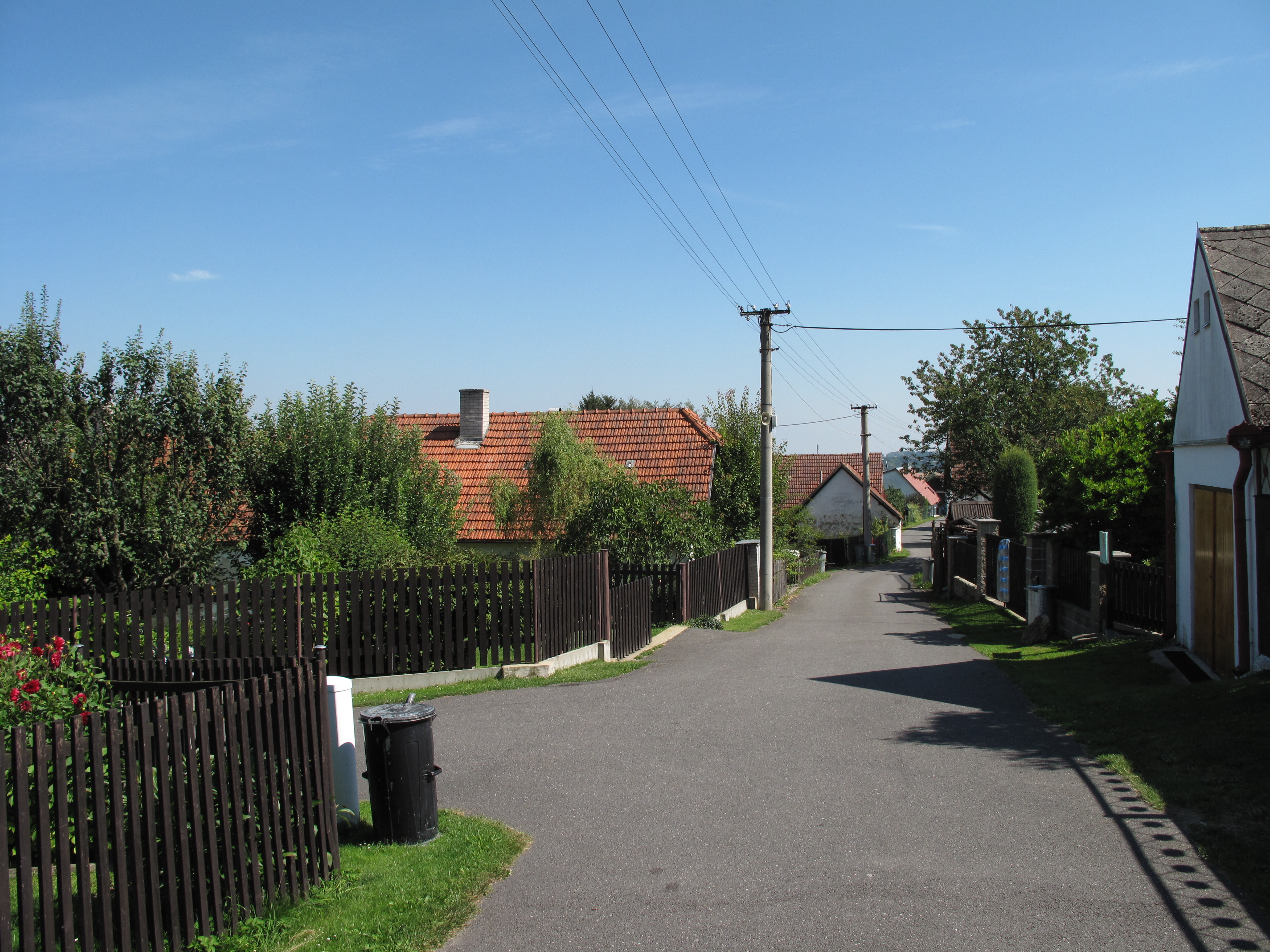
Cesta
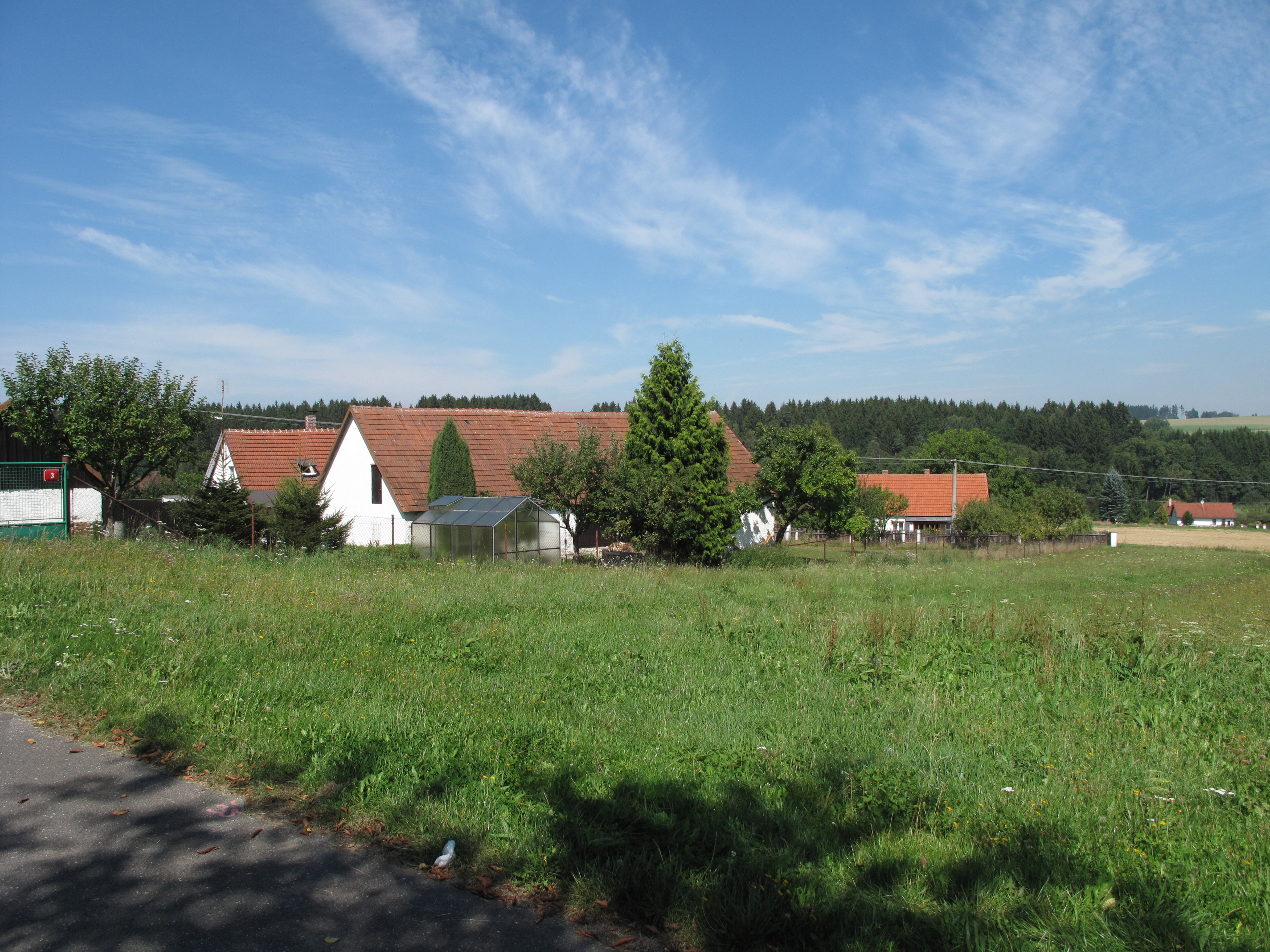
Domy